# Dvin (Armenia)
Dvin (in armeno Դվին?, conosciuto anche come Nizhniy Dvin, Nerkin Dvin e Dvin Armyanskiy) è un comune dell'Armenia di 2 838 abitanti (2008) della provincia di Ararat.